# Ceresium lumawigi
Ceresium lumawigi là một loài bọ cánh cứng trong họ Cerambycidae.